# Pro Patria et Libertate Unione degli Sports Bustesi 1929-1930
Questa voce raccoglie le informazioni riguardanti la Pro Patria et Libertate nelle competizioni ufficiali della stagione 1929-1930.

## Stagione
Nel primo torneo di Serie A a girone unico, la Pro Patria ottiene con 30 punti in classifica il dodicesimo posto, conquistandosi il diritto a rimanere nella massima serie, l'Ambrosiana di Milano vince il campionato arrivando a 50 punti, con due lunghezze di vantaggio sul Genova 1893. In casa bustocca l'allenatore Imre Bekey rimase fino a metà campionato, sostituito da Augusto Rangone già C.U. azzurro. Italo Rossi una veloce ala arrivata dal Legnano e Carlo Reguzzoni sono i cannonieri di stagione, realizzando entrambi tredici reti.

## Divise
| Prima divisa |

## Organigramma societario
Area direttiva
- Presidente: Carlo Marcora

Area tecnica
- Allenatore: Imre János Bekey e Augusto Rangone

## Rosa
| N. |                   | Ruolo | Calciatore            |
| -- | ----------------- | ----- | --------------------- |
|    | Italia (bandiera) | P     | Gaetano Colombo (III) |
|    | Italia (bandiera) | P     | Carlo Montrasio       |
|    | Italia (bandiera) | D     | Paolo Agosteo         |
|    | Italia (bandiera) | D     | Aldo Borsani          |
|    | Italia (bandiera) | D     | Attilio Fizzotti      |
|    | Italia (bandiera) | D     | Pio Mara (Capitano)   |
|    | Italia (bandiera) | D     | Aldo Monza (II)       |
|    | Italia (bandiera) | C     | Orlando Bocchi        |
|    | Italia (bandiera) | C     | Mario Bonivento       |
|    | Italia (bandiera) | C     | Guglielmo Gaiani      |
|    | Italia (bandiera) | C     | Angelo Giani          |
|    | Italia (bandiera) | C     | Giuseppe Lombardini   |

| N. |                   | Ruolo | Calciatore           |
| -- | ----------------- | ----- | -------------------- |
|    | Italia (bandiera) | C     | Cesare Pellegatta    |
|    | Italia (bandiera) | A     | Giovanni Colombo (I) |
|    | Italia (bandiera) | A     | Valentino Crosta     |
|    | Italia (bandiera) | A     | Andrea Gregar (I)    |
|    | Italia (bandiera) | A     | Rodolfo Gregar (II)  |
|    | Italia (bandiera) | A     | Luigi Leone          |
|    | Italia (bandiera) | A     | Pierino Luraghi      |
|    | Italia (bandiera) | A     | Rolando Marianelli   |
|    | Italia (bandiera) | A     | Natale Masera        |
|    | Italia (bandiera) | A     | Carlo Reguzzoni      |
|    | Italia (bandiera) | A     | Italo Rossi          |
|    | Italia (bandiera) | A     | Paolo Vigna          |

## Risultati

### Serie A

#### Girone d'andata
| Arbitro: | Enrietti (Torino) |

|                                        |           |                         |
| Rossi 35’, 36’ Vigna 58’ Bonivento 65’ | Marcatori | 6’ Subinaghi 90’ Serdoz |

| Alessandria 13 ottobre 1929 2ª giornata | Alessandria          | 0 – 0 referto | Pro Patria | Campo del Littorio\| Arbitro: \| Mastellari (Bologna) \| |
| Arbitro:                                | Mastellari (Bologna) |               |            |                                                          |

| Arbitro: | Turbiani (Ferrara) |

|  |           |              |
|  | Marcatori | 76’ Banchero |

| Arbitro: | Scarpi (Dolo) |

|          |           |  |
| Orsi 29’ | Marcatori |  |

| Busto Arsizio 3 novembre 1929 5ª giornata | Pro Patria           | 0 – 0 referto | Padova | Stadio Comunale\| Arbitro: \| Mastellari (Bologna) \| |
| Arbitro:                                  | Mastellari (Bologna) |               |        |                                                       |

| Arbitro: | Turbiani (Ferrara) |

|                          |           |               |
| Bianchi 69’ Reggiani 85’ | Marcatori | 30’ Reguzzoni |

| Arbitro: | Ferro (Milano) |

|                              |           |  |
| Della Valle 52’ Schiavio 74’ | Marcatori |  |

| Arbitro: | Mattea (Torino) |

|                                                       |           |  |
| Rossi 38’ Leone 59’ Reguzzoni 63’ Vigna 70’ Giani 83’ | Marcatori |  |

| Arbitro: | Barlassina (Novara) |

|                      |           |               |
| Aimi 12’ Mazzoni 24’ | Marcatori | 67’ Bonivento |

| Arbitro: | Bruna (Venezia) |

|                                   |           |                            |
| Leone 38’ Rossi 85’ Reguzzoni 87’ | Marcatori | 20’ Mihalich 67’ Sallustro |

| Busto Arsizio 22 dicembre 1929 11ª giornata | Pro Patria       | 0 – 0 referto | Ambrosiana | Stadio Comunale\| Arbitro: \| Carraro (Padova) \| |
| Arbitro:                                    | Carraro (Padova) |               |            |                                                   |

| Arbitro: | Melandri (Bologna) |

|                    |           |              |
| Malatesta 49’, 73’ | Marcatori | 5’ Reguzzoni |

| Arbitro: | Lenti (Genova) |

|                                             |           |                         |
| Torriani 31’ Tansini 54’ (rig.) Ranelli 67’ | Marcatori | 46’ Reguzzoni 62’ Vigna |

| Arbitro: | Bruna (Venezia) |

|                                             |           |               |
| Rossi 14’, 28’, 43’, 61’, 66’ Bonivento 69’ | Marcatori | 55’ Fasanelli |

| Arbitro: | Lenti (Genova) |

|               |           |  |
| Reguzzoni 61’ | Marcatori |  |

| Arbitro: | Ciamberlini (Genova) |

|                              |           |               |
| Ostromann 35’ De Manzano 80’ | Marcatori | 84’ Reguzzoni |

| Arbitro: | Barlassina (Novara) |

|                                                                            |           |  |
| Libonatti 49’ Masetto 51’, 67’ Baloncieri 64’ Silano 65’ Rossetti 68’, 83’ | Marcatori |  |

#### Girone di ritorno
| Arbitro: | Lenti (Genova) |

|            |           |                     |
| Musoni 24’ | Marcatori | 71’ Leone 87’ Rossi |

| Arbitro: | Turbiani (Ferrara) |

|                                   |           |  |
| Vigna 49’ Bonivento 58’, 74’, 83’ | Marcatori |  |

| Arbitro: | P.Barlassina (Novara) |

|                                                            |           |                       |
| Levratto 36’ Bodini 39’ Puerari 49’, 79’, 89’ Banchero 68’ | Marcatori | 12’ Rossi 62’ Colombo |

| Arbitro: | Turbiani (Ferrara) |

|  |           |          |
|  | Marcatori | 55’ Orsi |

| Arbitro: | Gonani (Ravenna) |

|                                                       |           |  |
| Vecchina 1’, 2’, 29’, 34’, 85’ Prendato 65’ Lamon 74’ | Marcatori |  |

| Arbitro: | Malagodi (Ferrara) |

|                             |           |  |
| Reguzzoni 15’ Bonivento 58’ | Marcatori |  |

| Arbitro: | Mattea (Torino) |

|                         |           |                |
| Reguzzoni 30’ Vigna 40’ | Marcatori | 9’ Della Valle |

| Arbitro: | Pessato (Monfalcone) |

|                          |           |             |
| Paolini 40’ Palandri 50’ | Marcatori | 87’ Colombo |

| Arbitro: | Carraro (Padova) |

|                           |           |  |
| Reguzzoni 12’ (rig.), 71’ | Marcatori |  |

| Arbitro: | Turbiani (Ferrara) |

|                                                         |           |                         |
| Sallustro 16’ Vojak 23’ Mihalich 65’ Borsani 89’ (aut.) | Marcatori | 18’ Rossi 62’ Reguzzoni |

| Arbitro: | Scorzoni (Bologna) |

|                                                                             |           |  |
| Blasevich 27’, 88’ Conti 29’ Serantoni 53’, 61’ Rivolta 62’ Meazza 69’, 79’ | Marcatori |  |

| Busto Arsizio 29 maggio 1930 29ª giornata | Pro Patria       | 0 – 0 referto | Lazio | Stadio Comunale\| Arbitro: \| Carraro (Padova) \| |
| Arbitro:                                  | Carraro (Padova) |               |       |                                                   |

| Arbitro: | Mattea (Torino) |

|                |           |              |
| Rossi 27’, 57’ | Marcatori | 15’ Torriani |

| Arbitro: | Mastellari (Bologna) |

|                                               |           |  |
| Bernardini 25’, 79’ Preti 27’, 39’ Barzan 66’ | Marcatori |  |

| Vercelli 11 giugno 1930 32ª giornata | Pro Vercelli  | 0 – 0 referto | Pro Patria | Campo piazza Conte di Torino\| Arbitro: \| Dani (Genova) \| |
| Arbitro:                             | Dani (Genova) |               |            |                                                             |

| Arbitro: | Lenti (Genova) |

|               |           |                |
| Reguzzoni 90’ | Marcatori | 75’ Castellani |

| Arbitro: | Gonani (Ravenna) |

|           |           |  |
| Crosta 5’ | Marcatori |  |

## Statistiche

### Statistiche di squadra
| Competizione | Punti | In casa | In casa | In casa | In casa | In casa | In casa | In trasferta | In trasferta | In trasferta | In trasferta | In trasferta | In trasferta | Totale | Totale | Totale | Totale | Totale | Totale | DR  |
| Competizione | Punti | G       | V       | N       | P       | Gf      | Gs      | G            | V            | N            | P            | Gf           | Gs           | G      | V      | N      | P      | Gf     | Gs     | DR  |
| ------------ | ----- | ------- | ------- | ------- | ------- | ------- | ------- | ------------ | ------------ | ------------ | ------------ | ------------ | ------------ | ------ | ------ | ------ | ------ | ------ | ------ | --- |
| Serie A      | 30    | 17      | 11      | 4       | 2       | 33      | 10      | 17           | 1            | 2            | 14           | 13           | 54           | 34     | 12     | 6      | 16     | 46     | 64     | -18 |

### Statistiche dei giocatori
| Giocatore       | Serie A  | Serie A |
| Giocatore       | Presenze | Reti    |
| --------------- | -------- | ------- |
| P. Agosteo      | 14       | 0       |
| O. Bocchi       | 25       | 0       |
| M. Bonivento    | 24       | 7       |
| A. Borsani      | 32       | 0       |
| G. Colombo (II) | 7        | -9      |
| G. Colombo (I)  | 11       | 2       |
| V. Crosta       | 10       | 1       |
| A. Fizzotti     | 34       | 0       |
| G. Gaiani       | 2        | 0       |
| A. Giani        | 30       | 1       |
| A. Gregar (I)   | 24       | 0       |
| R. Gregar (II)  | 1        | 0       |
| L. Leone        | 9        | 3       |
| G. Lombardini   | 3        | 0       |
| P. Luraghi      | 3        | 0       |
| P. Mara         | 9        | 0       |
| R. Marianelli   | 3        | 0       |
| N. Masera       | 5        | 0       |
| C. Montrasio    | 27       | -55     |
| A. Monza (II)   | 5        | 0       |
| C. Pellegatta   | 14       | 0       |
| C. Reguzzoni    | 31       | 13      |
| I. Rossi        | 30       | 14      |
| P. Vigna        | 21       | 5       |